# Réserve naturelle régionale orientée Bosco di Cerano
Le réserve naturelle régionale orientée Bosco di Cerano (en italien : Riserva naturale regionale orientata Bosco di Cerano) est un réserve naturelle orientée (RNI) créé dans les Pouilles en 2002. La zone est située dans les communes de Brindisi et San Pietro Vernotico dans la province de Brindisi.

## Flore
La forêt de Cerano (Brindisi) (it) présente un grand nombre d'espèces d'arbres, la réserve n'en occupe qu'une partie, dans la partie côtière où l'on note une présence notable de maquis méditerranéen et de forêts de chênes verts.
Grâce au climat particulier de la région, les plantes hygrophiles (orme champêtre et charme-houblon) sont répandues. Dans le passé, la végétation était beaucoup plus dense et étendue, mais au cours des derniers siècles, l'anthropisation de la région a d'abord provoqué le développement de l'agriculture et, au cours des dernières décennies, de la grande industrie.

## Faune
Intéressant d'un point de vue zoologique, il est possible de trouver de nombreux petits rongeurs, typiques du biome méditerranéen comme la souris des chênes, le lièvre et la taupe. Il existe des exemples de mammifères carnivores tels que le blaireau, le renard, la fouine et la belette. Sont également présents le hérisson et le porc-épic. 
Il existe également une soixantaine d'espèces d'oiseaux dont la fauvette mélanocéphale, le chardonneret élégant, le pinson des arbres, la fauvette à tête noire, le rossignol philomèle). Il est souvent possible de trouver une avifaune migratrice comme des colverts, des grues et des cigognes. De nombreuses espèces de rapaces diurnes comme le circaète Jean-le-Blanc (qui se nourrit de nombreuses espèces de serpents venimeux non présents dans les bois), la buse, la crécerelle et le faucon pèlerin. On y trouve également des rapaces nocturnes comme le hibou des marais, la chouette effraie et la chouette commune. Il est souvent possible d’apercevoir certaines espèces africaines comme le vautour percnoptère.

### Autre projet
- Aree naturali protette della Puglia (it)